# Hedda Maria Emerence Adelaïde Elisabeth Ekman
Hedda Maria Emerence Adelaïde Elisabeth Ekman (de soltera Akerhielm ) (Estocolmo, 1862-1936) fue una botánica sueca. Trabajó académicamente en el «Instituto de Botánica Sistemática», de la Universidad de Upsala, trabajando activamente con la familia Poaceae.

## Algunas publicaciones
- 1924. Två släkter: anteckningar (Dos familias: notas ). Norstedt & söner. 149 pp.

- La abreviatura «E.Ekman» se emplea para indicar a Hedda Maria Emerence Adelaïde Elisabeth Ekman como autoridad en la descripción y clasificación científica de los vegetales.[1]